# NGC 3524
NGC 3524 est une galaxie lenticulaire située dans la constellation du Lion. NGC 3524 a été découverte par l'astronome germano-britannique William Herschel en 1784.

## Caractéristiques

### Distance
Sa vitesse par rapport au fond diffus cosmologique est de 1 709 ± 25 km/s, ce qui correspond à une distance de Hubble de 25,2 ± 1,8 Mpc (∼82,2 millions d'al).

### Galaxie isolée
NGC 3524 est possiblement une galaxie du champ, c'est-à-dire qu'elle n'appartient pas à un amas ou un groupe et qu'elle est donc gravitationnellement isolée.